# Bané (departamento)
Bané é um departamento ou comuna da província de Boulgou no Burkina Faso. A sua capital é a cidade de Bané.
Em 1 de julho de 2018 tinha uma população estimada em 34309 habitantes.